# Clyde Geronimi
Clito Enrico Geronimi, conocido como Clyde «Gerry» Geronimi (Chiavenna, 12 de junio de 1901 - Newport Beach, 24 de abril de 1989), fue un director de animación italo-estadounidense, sobre todo conocido por su trabajo en el estudio de Walt Disney.

## Biografía
Geronimi nació en Italia y siendo muy joven emigró a los Estados Unidos. Sus primeros trabajos en la animación fueron para los estudios J.R. Bray, donde trabajó con Walter Lantz. Geronimi dejó Bray en 1931 para entrar en los estudios Disney, donde seguiría el resto de su carrera. Geronimi comenzó trabajando en el departamento de cortos de animación, aunque finalmente se convertiría en el director de los mismos. Su corto Lend a Paw (1942) ganó el Óscar de la academia al mejor corto animado.
Geronimi finalmente se convertiría en director de películas animadas después de la Segunda Guerra Mundial. Fue codirector de La Cenicienta, Alicia en el país de las maravillas, Peter Pan, La dama y el vagabundo, La bella durmiente y 101 dálmatas.
Después de que Geronimi dejara Disney en 1959, trabajó varios años en televisión, incluyendo la dirección de algunos episodios de la serie Spider-Man de 1967. Se retiró de la animación a finales de los años 1960 y se dedicó a ilustrar cuentos para niños escritos por Joan Pizzo.
En 1978, Geronimi recibió el premio Winsor McCay Award de manos de la International Animated Film Society, ASIFA-Hollywood, por su enorme contribución al mundo de la animación. El premio se lo entregó su compañero y amigo de toda la vida Walter Lantz.
Gerry Geronimi falleció el 24 de abril de 1989 en su casa de Newport Beach (California). Tenía 87 años.

## Filmografía

### Director
- La Cenicienta (1950)
- Alicia en el país de las maravillas (1951)
- Peter Pan (1953)
- La dama y el vagabundo (1955)
- La bella durmiente (1959)
- 101 dálmatas (1961)

## Premios y distinciones
Festival Internacional de Cine de Venecia
| Año  | Categoría                  | Galardonado   | Resultado |
| ---- | -------------------------- | ------------- | --------- |
| 1950 | Premio Especial del Jurado | La Cenicienta | Ganador   |